# うる星やつら STAY WITH YOU
『うる星やつら STAY WITH YOU』（うるせいやつら ステイ ウィズ ユー）は、1990年6月29日にハドソン（現：コナミデジタルエンタテインメント）から発売されたPCエンジンCD-ROM2用ゲームソフト。

## 概要
ジャンルから言えばアドベンチャーゲームの部類であるが、そのゲーム内容から初めてデジタルコミックと呼称された初のゲームである。また家庭用ゲーム機のCD-ROMソフトとしては初めて主要キャラクターにTVアニメと同じ声優が起用された作品である。
ゲームだけの完全オリジナルストーリーではあるが、原作にある話を彷彿させるシーンや、いわゆる「お約束」シーンなどがストーリーを通して散りばめられている。
なお、発売から半年後の1990年12月22日に「CD・ROM2 発売2周年記念スペシャル」として『ハドソンCD・ROM2 音楽全集』 というサントラCDがついたバージョンが発売された。

## ゲーム内容
コマンド選択式のアドベンチャーゲームであるが、途中にはパズル解きなどもある。ACT3とACT4にはゲームオーバーも存在しているが、ゲーム中にどうすればゲームオーバーになるかは警告される上に、すぐ手前からの復帰が可能である。
また、音声はフルボイスではない。裏技によって音声を増やす事は出来るが、それでもフルボイスにはならない。

## 設定

### ストーリー
ある日、夜遅くまで学校に残っていたしのぶが行方不明になった。あたるとラムはしのぶの行方を追うことにしたが、犯人からの残された宝石とあたる宛の挑戦状を発見する。だが結局、犯人を見けられないまま挑戦状通りに第2、第3の失踪事件が起きてしまう。
次々に起こる事件は友引町から、はるか宇宙まで広がっていくのだった。

### 章分け
ストーリーは4章からなる区分けがされている。
- ACT1「MISSING」

しのぶ捜索のため、あたるとラムは聞き込みを開始する。サクラの水晶玉の情報で購買部から、しのぶのカバンを発見するが中には宝石とあたる宛の第2、第3の犯行予告の挑戦状が入っていた。カバンの落ちていた現場から奇妙な足あとを見つけるが、それは面堂家の家紋が入ったブーツの足あとだった。
- ACT2「NEPTUNE」

サクラと竜之介に付けた発信機の信号が消えた。現場には氷漬けにされた状況とそれぞれに宝石が落ちていた。サクラの水晶玉に映っていた映像を手がかりに海王星に向かう事に。
- ACT3「STONE」

あたるの前に運命管理局員の因幡が現れる。因幡は犯人からの伝言を実行するため、あたるを宝石の部屋へと案内する。そこには今までに行方不明になっていたしのぶたちが捕まっていた。
- ACT4「STAY WITH YOU」

森を抜けると突然リングが目の前に現れる。リングにはドアの付いた怪獣が待ち構えていた。あたるは犯人を追うためにリングへと登る。

## 登場キャラクター
ラム
- 声 - 平野文

諸星あたる
- 声 - 古川登志夫

面堂終太郎
- 声 - 神谷明

三宅しのぶ
- 声 - 島津冴子

テン
- 声 - 杉山佳寿子

サクラ
- 声 - 鷲尾真知子

錯乱坊
- 声 - 永井一郎

面堂了子
- 声 - 小山茉美

藤波竜之介
- 声 - 田中真弓

おユキ
- 声 - 小原乃梨子

弁天
- 声 - 三田ゆう子

ラン
- 声 - 小宮和枝

因幡
- 声 - 鈴置洋孝

竜之介の父
- 声 - 安西正弘

ラムの父
- 声 - 沢りつお

温泉マーク
- 声 - 池水通洋

役名表記なし
- 声 - 小林通孝、江森浩子

## 音楽

### 主題歌
オープニングテーマ
「ラムのラブソング」
作詞 - 伊藤アキラ、小林泉美 / 作曲 - 小林泉美 / 編曲 - 小林泉美 / 歌 - 松谷祐子
エンディングテーマ
「Open Invitation」
作詞 - Ralph McCanthy・宮原芽映 / 作曲 - ミッキー吉野 / 編曲 - 星勝 / 歌 - CINDY
挿入曲
「Remember My Love」
作曲 - タケカワユキヒデ

### ハドソンCD・ROM2音楽全集
ファイティング・ストリート
1. 対「烈」
2. 対「JOE」
3. ボーナスステージ

コブラ／黒竜王の伝説
1. オープニング
2. エンディング

天外魔境
1. オープニング
2. インターミッション
3. エンディング

ワンダーボーイIII モンスター・レアー
1. 迷宮の面
2. ネーム登録
3. エンディング

イースI・IIより
1. サウンドカタログ

イースIIIより
1. サウンドカタログ

みつばち学園
1. 対向車両のデイト

ぎゅわんぶらあ自己中心派
1. オープニング
2. ぎゅわん自己音頭

J.B.ハロルド殺人クラブ
1. オープニング
2. 捜査休憩
3. エンディング

## スタッフ
- 制作／総指揮：工藤裕司
- 原作：高橋留美子
- プロデューサー：清水始
- ディレクター：島田周樹、高津敏之
- シナリオ：高津敏之、チャーリー
- プログラム／演出：菊池賢次、中田伸一
- 原画／グラフィック監修：久保久
- デザイン：秋元哲也、及川泰恵、市沢保弘、武田真理、岡田寿夫、藤本佳代、小泉信浩、田村暦彦、山田英樹、村上宜隆
- 音楽ディレクター：笹川敏幸
- ミュージックコンポーザー：中橋望
- サウンドエフェクト：中村正弘
- PSGミュージック／効果音：滝本利昭
- システム協力：和泉勇、飛田雅宏
- テクニカルアドバイザー：野沢勝広、本迫芳夫、小林敬樹
- アドバイザー：藤原茂樹、角谷篤志、三上哲
- 協力：小学館／少年サンデー編集部、小学館プロダクション、青二プロダクション、キティレコード、キティフィルム
- 企画／製作：HUDSON SOFT

## 評価
ゲーム誌『ファミコン通信』の「クロスレビュー」では7・7・9・7の合計30点（満40点）でシルバー殿堂入りを獲得、『月刊PCエンジン』では80・85・85・85・90の平均85点（満100点）、『マル勝PCエンジン』では8・7・8・7の合計30点（満40点）、『PC Engine FAN』の読者投票による「ゲーム通信簿」での評価は以下の通りとなっており、25.78点（満30点）となっている。また、この得点はPCエンジン全ソフトの中で7位（485本中、1993年時点）となっている。同雑誌1993年10月号特別付録の「PCエンジンオールカタログ'93」では、「アニメの魅力をそのまま再現」、「このゲームは、驚くべきことにTV版の声優を完全に起用している。TVを見ているように違和感なしでゲームを楽しむことができる。ファンには涙もののソフトだ」と紹介されている。
| 項目 | キャラクタ | 音楽 | 操作性 | 熱中度 | お買得度 | オリジナリティ | 総合  |
| 得点 | 4.75       | 4.35 | 4.14   | 4.35   | 4.19     | 4.01           | 25.78 |